# Bruno Navarro
Bruno José Navarro Marçal (Coimbra, 1977 - Lisboa, 30 de Janeiro de 2021) foi um historiador e professor português.

## Biografia

### Nascimento e formação
Nasceu na cidade de Coimbra em 1977, e frequentou os estudos liceais em Freixo de Numão, no concelho de Vila Nova de Foz Côa. Foi depois aluno na Faculdade de Letras da Universidade de Lisboa, onde concluiu uma licenciatura em História e um mestrado em História Contemporânea. A sua tese de mestrado, sobre o governo do general Pimenta de Castro durante a I República, foi depois editada em livro pelo Parlamento, tendo ganho vários prémios. Posteriormente, doutorou-se na Faculdade de Ciências e Tecnologia da Universidade Nova de Lisboa, com uma tese sobre a engenharia portuguesa no império colonial, durante as primeiras décadas do século XX.

### Carreira
Em Abril de 2017, foi nomeado pelo Ministério da Cultura como presidente do Conselho Directivo da Fundação Côa Parque, organização responsável pela gestão do Museu e do Parque Arqueológico do Vale do Côa, tendo assumido funções em 26 de Junho desse ano. Sucedeu a António Martinho Baptista, que se reformou em Maio daquele ano. Porém, a sua nomeação foi envolta em polémica, tendo a Associação dos Arqueólogos Portugueses emitido um comunicado em Maio, onde lamentou a vandalização de uma das figuras rupestres do Côa e criticou a escolha de Bruno Navarro, por não ter «qualificações para o efeito, seja na área da gestão seja nas áreas patrimonial ou arqueológica». Nesta altura, exercia como deputado municipal pelo Partido Socialista em Vila Nova de Foz Côa, depois de ter ocupado a posição de adjunto do antigo presidente socialista da câmara local, Emílio Mesquita.
Uma das suas intervenções mais conhecidas enquanto presidente do Côa Parque foi ter conseguido trazer o secretário-geral das Nações Unidas, António Guterres, a Foz Côa em Julho de 2020, durante a Pandemia de COVID-19, no âmbito das comemorações do décimo aniversário da criação do Museu do Côa. António Guterres foi homenageado por ter decidido, em Janeiro de 1996, sacrificar a construção de uma barragem da EDP, de forma a proteger as gravuras rupestres.
Trabalhou igualmente como professor na Universidade Nova de Lisboa e no Instituto Superior de Ciências Educativas (es), e foi investigador no Centro de História da Universidade de Lisboa e no Centro Interuniversitário de História da Ciência e da Tecnologia da Universidade Nova. Foi responsável por vários estudos que foram incluídos em monografias, dicionários e periódicos especializados, tendo sido reconhecido como um dos principais investigadores da história portuguesa, nas épocas da Primeira República e do Estado Novo.

### Falecimento
Faleceu na cidade de Lisboa em 30 de Janeiro de 2021, aos 44 anos de idade, vítima de uma doença súbita.

## Homenagens
Após o seu falecimento, a Ministra da Cultura, Graça Fonseca, emitiu uma nota de pesar, onde realçou o seu «trabalho consistente e sustentado na atualização, inovação e modernização da Fundação Côa Parque e do Museu do Côa», principalmente durante o «lançamento do programa especial do Parque Arqueológico do Vale do Côa, na data em que se assinalou o vigésimo segundo aniversário da inscrição dos Sítios de Arte Rupestre do Vale do Côa na Lista do Património Mundial da UNESCO». No comunicado, classificou «A Fundação Côa Parque e o Parque Arqueológico do Vale do Côa» como «o espelho e legado de um historiador e dirigente público que dedicou a sua vida ao conhecimento, ao exercício nunca fútil da memória e à defesa do património cultural nacional».
Recebeu o Prémio de História Contemporânea – Dr. Victor de Sá, organizado pelo Conselho Cultural da Universidade do Minho, e o prémio República e Academia, emitido pela Comissão Nacional para as Comemorações do Centenário da República.

## Obras publicadas
- Governo de Pimenta de Castro: um general no labirinto político da I República (2011)
- Um império projectado pelo "silvo da locomotiva": o papel da engenharia portuguesa na apropriação do espaço colonial africano: Angola e Moçambique (1869-1930)  (2018)
- Nos labirintos que inventei (com Cruzeiro Seixas e Alexandra Silvano) (2019)
- Incisão no tempo: obras do acervo Atelier-Museu Júlio Pomar no Museu do Côa (colaborador) (2018)